# Julian Dawson

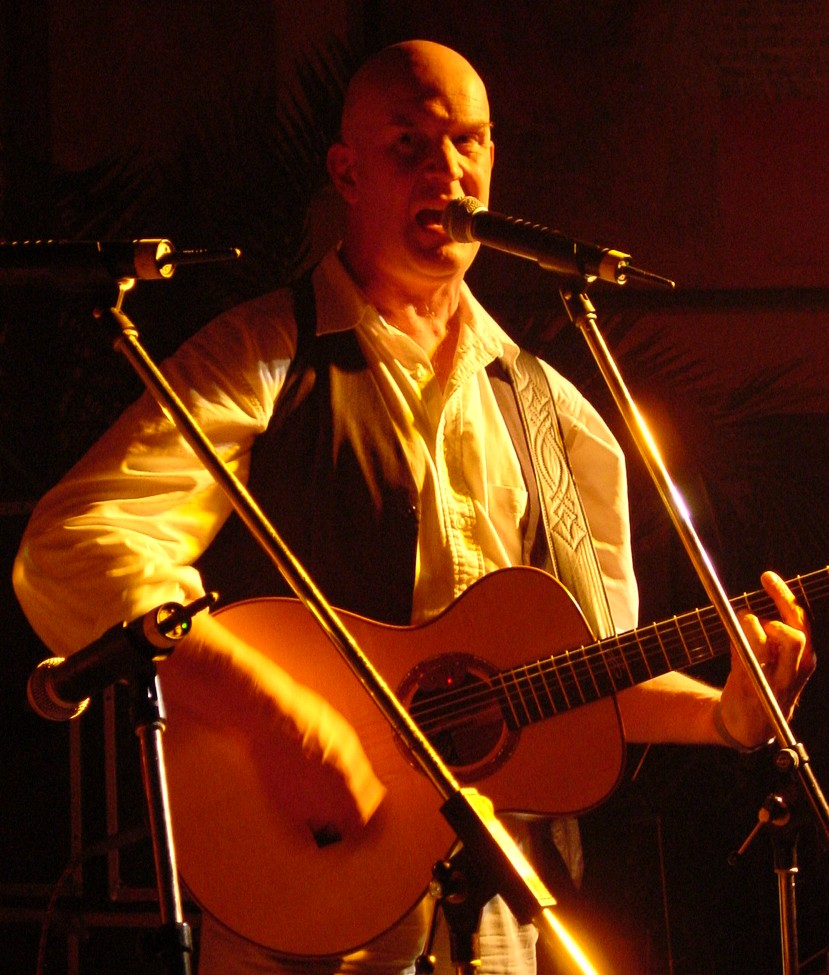
Julian Dawson, 2002

Julian Dawson (* 4. Juli 1954 in London) ist ein britischer Singer-Songwriter, Gitarrist und Mundharmonikaspieler. Er arbeitet als Solokünstler ebenso wie als Band- oder Projektmitglied in Europa, insbesondere in Großbritannien und Deutschland sowie in den USA. Zudem ist er als Übersetzer und Autor tätig.

## Biografie
Dawson, seit Mitte 20 glatzköpfig, wuchs als einer von sieben Brüdern in London auf, später in der Grafschaft Kent. Er studierte am Exeter Art College Bildende Kunst und Kunstdrucktechniken. Als Mitglied der Art-School Band und durch Soloauftritte stellte er früh fest, dass die musikalischen Ausdrucksformen ihn mehr reizten als die Malerei. Er begann als Musiker in etlichen Bandprojekten auf zahlreichen Kleintourneen in Großbritannien und vor allem in Deutschland seinen Lebensunterhalt zu verdienen, dies in erster Linie mit eigenem Songmaterial.
Dawson spielte einige Jahre in Iain Matthews’ Band Plainsong. Er arbeitete im Kölner Tonstudio der Artrockband Can, unter anderem am Projekt The Flood mit Rosko Gee (Traffic) und Jaki Liebezeit (Can). Dawsons Freundschaft mit dem BAP-Frontmann Wolfgang Niedecken führte zu einigen Auftritten im Vorprogramm der Band. Julian Dawson produzierte 2013 auch Niedeckens Album Zosamme alt, das in Woodstock aufgenommen und in New York gemastert wurde. Zudem spielte er unter anderem mit Musikern und Formationen wie Al Stewart, Fairport Convention, Toots Thielemans, Steuart Smith, Lucinda Williams, Richard Thompson, Volkwin Müller und Jeanmarie Peschiutta, Gitarrist des Duo Detour.
Zu Beginn der 1990er Jahre arbeitete er verstärkt in den USA in Austin, Texas, und New York. Zwei CDs nahm Dawson in Nashville auf, die von Garry Tallent, dem Bassisten von Bruce Springsteens E Street Band, produziert wurden, und bei denen unter anderem Musiker wie Vince Gill, Duane Eddy, Bill Payne und Steve Forbert mitwirkten. Die Arbeiten sicherten ihm eine solide und treue Hörerschaft in den USA.
1994 spielte er mit dem englischen Rock-Pianisten Nicky Hopkins kurz vor dessen Tod das Stück You´re Listening Now ein, das im darauf folgenden Jahr auf Dawsons Album Travel On erschien. Später verfasste er eine Biografie über Hopkins. Bis zum Ende der Dekade folgten weitere Produktionen und führten zu Auftritten auf dem bekannten Tønder Festival in Dänemark und dem Newport Folk Festival in den USA. Die Jahre 2001/2002 brachten danach eine intensive Zusammenarbeit mit dem Byrds-Musiker Gene Parsons in Form einer CD, Hillbilly Zen, und anschließender Promotion-Tournee in den USA und Europa.
Ein Album zum Thema Ehe und Beziehungen lieferte Dawson 2004 mit Bedroom Suite ab, auf dem auch seine damals 19-jährige Tochter in einem Duett mit ihm zu hören ist. Im Jahre 2006 produzierte Dawson Nothing Like a Dame, das erste Album, welches ausschließlich aus Cover-Versionen bestand, die im Original allesamt von Frauen gesungen oder geschrieben worden waren. Die Promotion-Tour hierzu absolvierte Dawson in einem Schottenrock. 2008 realisierte er mit der CD Deep Rain eine bereits lange geplante Produktion mit der Soul-Legende Dan Penn. 2010 folgte der Mitschnitt einer Tournee, der als Doppel-CD/DVD mit dem Titel Live veröffentlicht wurde. Ein 3er Box-Set Life and Soul - A Retrospective 1982 - 1995 Vol1. erschien im Jahr 2013, ein Vol2. im Jahr 2018. Das 23. Album Living Good aus dem Jahr 2015 ist wiederum mit Dan Penn in Nashville aufgenommen.
Dawson spricht fließend Deutsch und Französisch. Im Jahr 2016 feierte er sein 40-jähriges Bühnenjubiläum.

## Stil
Dawson selbst bezeichnet die Stilrichtung seiner Musik als eine Mischung aus Pop, Folk, Blues und Country. Kritiker entdecken Ähnlichkeiten zwischen seinen Titeln und denen der US-amerikanischen Band Wilco oder dem kanadischen Liedermacher Ron Sexsmith. Von Musiker-Kollegen zwar hoch geschätzt, gelang ihm selbst nicht der große kommerzielle Durchbruch. Im Herbst 1991 erreichte seine Single How Can I Sleep without You mit Platz 53 der deutschen Charts die bislang höchste Platzierung seiner Veröffentlichungen.

## Diskografie
Neben den eigenen Produktionen findet Dawson immer wieder Zeit, auf den Veröffentlichungen vieler Kollegen mitzuwirken, unter anderem Gerry Rafferty, Lydie Auvray, Del Amitri, Clem Clempson, The Roches, Colin Wilkie, Dan Penn oder Achim Amme. Die eigenen Veröffentlichungen erschienen bei unterschiedlichen Plattenfirmen, fünf alleine bei BMG. Nachfolgend eine Liste eigener Tonträger:
- Cheap Pop for Poor People (MusicCassette, private issue) 1981
- Let Out the Pig 1982
- As Real as Disneyland 1987
- Luckiest Man in the Western World 1988
- Live on the Radio 1990
- Fragile as China 1991
- June Honeymoon - Live 1992
- Headlines 1993
- How Human Hearts Behave - Collection 1984-1994 1994
- Travel On 1995
- Steal That Beat - The Lost Tapes (Rerelease of "Let Out The Pig") 1996
- Songs from the Red Couch - Live (mit Iain Matthews) 1996
- Move over Darling 1997
- Under the Sun 1999
- Cologne Again Or - Live 2001
- Flood Damage - Live (mit Iain Matthews) 2002
- Hillbilly Zen 2002
- Voodoo in the Music 2003 (mit Jeanmarie Peschiutta von Duo Detour)
- Bedroom Suite 2004
- Nothing Like a Dame 2006
- Deep Rain (mit Dan Penn) 2008
- Live 2010
- Life and Soul - A Retrospective 1982 - 1995 Vol.1 2013
- Living Good (mit Dan Penn) 2015
- Life and Soul - A Retrospective 1997 - 2017 Vol.2 2018
- Julian Dawson (180g) 2024

## Bibliografie
Dawson verfasste ein Buch über das Leben des britischen Musikers Nicky Hopkins, welches im Original in englischer Sprache erschien und woran er über zehn Jahre arbeitete. Es war ein Zufall, dass die durch den Verlag stark gekürzte deutsche Übersetzung früher in den Handel kam als die englische Fassung in UK und den USA.
- Julian Dawson: Nicky Hopkins. Eine Rock-Legende. übersetzt von Kristian Lutze; Edition Elke Heidenreich bei C. Bertelsmann, München 2010, ISBN 978-3-570-58001-1
- Julian Dawson: And on Piano …Nicky Hopkins: The Extraordinary Life of Rock's Greatest Session Man. Plus One Press (USA), 1st edition (April 1, 2011), ISBN 978-0-9844362-2-4; Desert Hearts (UK), 1st edition (May 2011), ISBN 978-1-898948-12-4

Auf Bitten des britischen Musikers Spencer Davis hin, der nach eigener Aussage das Werk über Nicky Hopkins in nur zwei Tagen durchgelesen hatte, verfasste Dawson auch dessen Biografie, die im Jahr 2019 erscheint.